# Christian Karembeu
Christian Karembeu (nascut el 3 de desembre de 1970 a Lifou, Nova Caledònia, és un exfutbolista internacional francès, que jugava de migcampista defensiu.

## Trajectòria

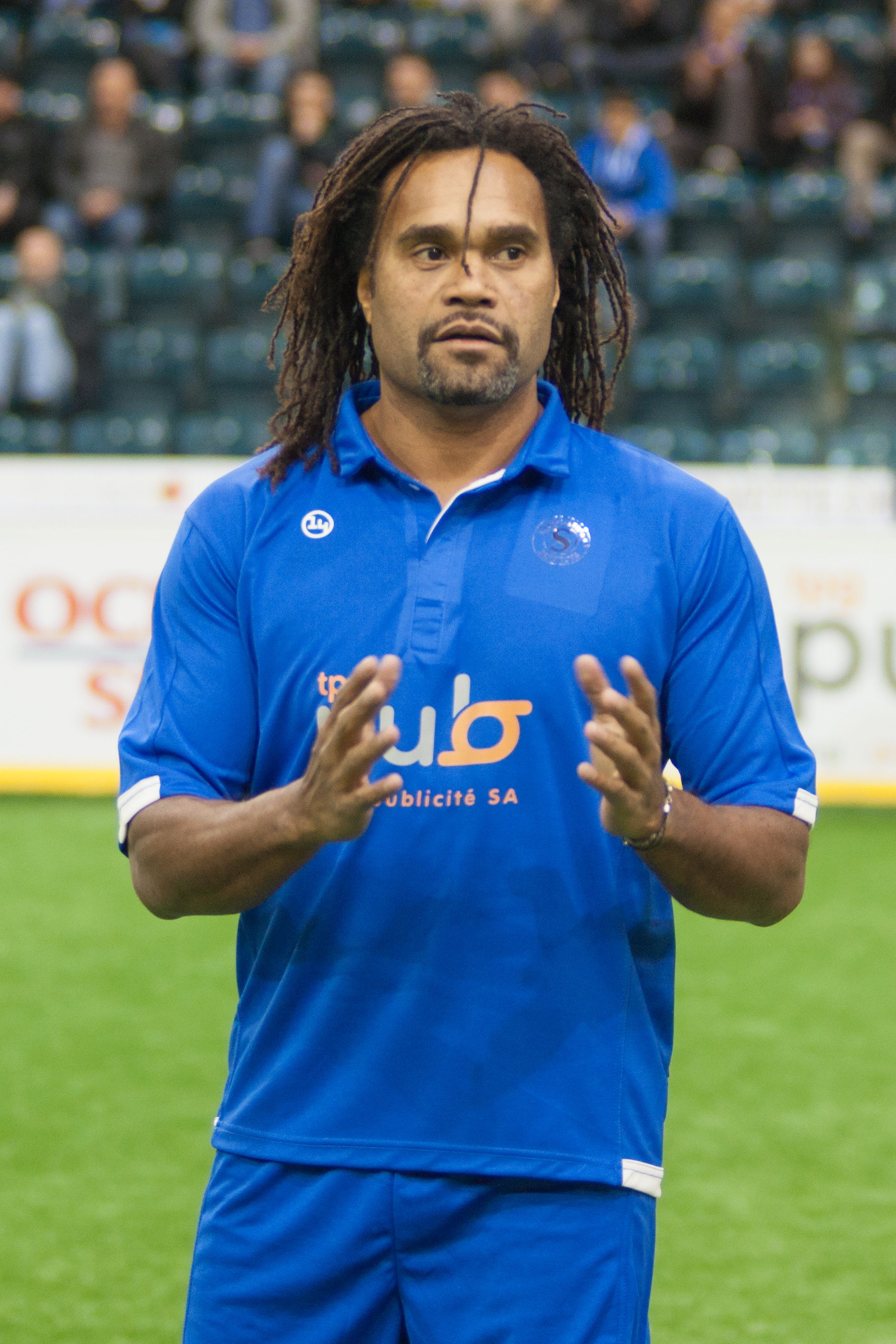
Karembeu el 2014.

Durant la seua carrera, Karembeu va jugar al FC Nantes (1990-1995), a la UC Sampdoria (1995-1997), al Reial Madrid (1997-2000), al Middlesbrough FC (2000-2001), a l'Olympiakos FC (2001-2004), al Servette FC (2004-2005) i al SC Bastia (2005). Amb els conjunt espanyol, va guanyar la Champions League el 1998 i el 2000. Va ser un dels jugadors claus en la consecució del títol del 98, tot i no comptar massa eixa temporada en l'equip madrileny.

## Selecció
Karembeu va ser internacional amb França en 53 ocasions, tot marcant un gol. Va formar part de la històrica selecció del país gal que es va alçar amb el triplet del Mundial de 1998, l'Eurocopa del 2000 i la Copa Confederacions del 2001. També va estar present a l'Eurocopa de 1996.
A banda, va ser nomenat millor jugador de l'OFC en 1995 i 1998. L'OFC reuneix a les federacions d'Oceania.

## Anecdotari
Va ser tan criticat com respectat per no cantar l'himne francès, La Marsellesa, en el camp. Les seues raons eren que uns avantpassats seus, de l'ètnia canac, van ser exposats en un zoològic humà a la Mostra Colonial de París de 1931.